# Cleburne County (Alabama)
Cleburne County is een county in de Amerikaanse staat Alabama.
De county heeft een landoppervlakte van 1.451 km² en telt 14.123 inwoners (volkstelling 2000). De hoofdplaats is Heflin.

## Bevolkingsontwikkeling

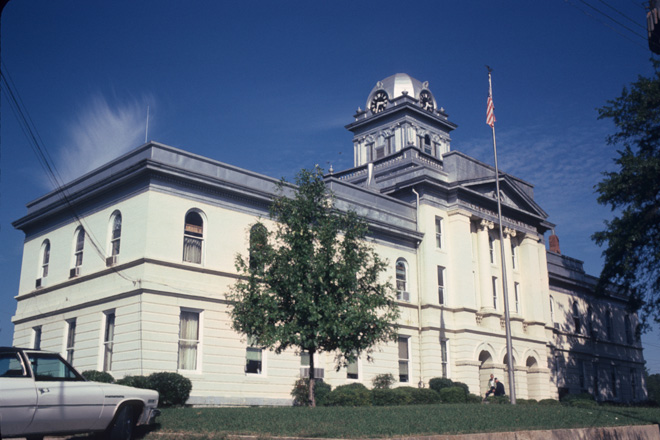
Cleburne County Courthouse